# کاوه مظاهری
کاوه مظاهری متولد ۱۳۶۰ در تهران کارگردان و فیلم‌نامه‌نویس اهل ایران است. 
او کارش را با نوشتن نقد فیلم در مجلات شروع کرد. بعد از فارغ‌التحصیلی در رشتهٔ مهندسی راه‌آهن از دانشگاه علم و صنعت ایران در سال ۱۳۸۴، اولین فیلم کوتاه داستانی‌اش را با عنوان «موچین» ساخت. او تاکنون سه فیلم کوتاه داستانی و بیش از بیست و یک فیلم مستند کوتاه و بلند ساخته‌است.
او برای فیلم کوتاه «روتوش» برنده سیمرغ بلورین بهترین فیلم کوتاه از سی و پنجمین دوره جشنواره فیلم فجر شده‌است. وی در حمایت از خیزش سراسری ۱۴۰۱ ایران دو سیمرغ بلورین خود را به رودخانه انداخت و اعلام کرد که «دیگر در این سیستم تمامیت‌خواه و آدمکش فیلم نمی‌سازم. به امید ایران آزاد. زن زندگی آزادی»

## فیلم‌ها

### فیلم‌های بلند داستانی
- بوتاکس (۱۳۹۸)

### فیلم‌های کوتاه داستانی
- موچین (۱۳۸۶)[۴]
- سوسک (۱۳۸۹)
- روتوش (۱۳۹۵)[۵]
- شهربازی (۱۳۹۷)[۶]

### فیلم‌های مستند
- واکسینما (۱۳۸۷)[۷]
- روز خون (۱۳۸۷)
- سفر سوری (۱۳۸۸)
- هزارتو (مجموعه تلویزیونی) (۱۳۹۱)
- گزارشی دربارهٔ مینا (۱۳۹۴)
- پرواز تا پردیس (۱۳۹۵)

## جوایز
- تندیس بهترین فیلم کوتاه از ۱۸ امین جشن خانه سینما (هفتمین جشن مستقل فیلم کوتاه) برای فیلم «روتوش»[۸]
- سیمرغ بلورین بهترین فیلم کوتاه از سی و پنجمین دوره جشنواره فیلم فجر برای فیلم «روتوش» (۱۳۹۵)
- جایزه تقدیر ویژه هیئت داوران و نامزد جایزه اوگاوا شینوسکه[۹] از جشنواره بین‌المللی مستند یاماگاتای ژاپن (۲۰۱۵) برای فیلم «گزارشی دربارهٔ مینا»[۱۰]
- برنده سیمرغ بلورین بهترین فیلم کوتاه از جشنواره فیلم فجر (ایران ۱۳۹۵) برای فیلم کوتاه روتوش
- برنده بهترین فیلم کوتاه داستانی از جشنواره فیلم ترایبکا (آمریکا ۲۰۱۷) برای فیلم کوتاه روتوش
- برنده بهترین فیلم کوتاه داستانی از جشنواره فیلم کراکوف (لهستان ۲۰۱۷) برای فیلم کوتاه روتوش
- برنده بهترین فیلم کوتاه داستانی بالای ۱۵ دقیقه از جشنواره بین‌المللی فیلم کوتاه پالم اسپرینگز (آمریکا ۲۰۱۷) برای فیلم کوتاه روتوش
- برنده بهترین فیلم کوتاه داستانی از جشنواره بین‌المللی فیلم تراورس سیتی (جشنواره مایکل مور) (آمریکا ۲۰۱۷) برای فیلم کوتاه روتوش
- نامزد بهترین فیلم کوتاه داستانی در جشنواره بین‌المللی فیلم مسکو (روسیه ۲۰۱۷) برای فیلم کوتاه روتوش
- برنده بهترین فیلم از دید تماشاگران، نامزد جایزه بزرگ از جشنواره بین‌المللی فیلم کوتاه ویلادوکنده (پرتغال ۲۰۱۷) برای فیلم کوتاه روتوش
- نامزد بهترین فیلم داستانی جشنواره بین‌المللی بین‌المللی فیلم دوربان (آفریقای جنوبی ۲۰۱۷) برای فیلم کوتاه روتوش
- نامزد بهترین فیلم کوتاه داستانی جشنواره داکوفست (کوزوو ۲۰۱۷) برای فیلم کوتاه روتوش

- برنده جایزه بهترین فیلم اول از جشنواره جهانی فیلم فجر برای فیلم بوتاکس (۲۰۲۱)

- برنده جایزه بهترین فیلم از سی و هشتمین جشنواره فیلم تورین برای بوتاکس ،(۲۰۲۱)
- برنده بهترین فیلم اول جشنواره  تیرانا در کشور آلبانی برای فیلم بوتاکس (2021)